# Dendrothrix multiglandulosa
Dendrothrix multiglandulosa är en törelväxtart som beskrevs av Hans-Joachim Esser. Dendrothrix multiglandulosa ingår i släktet Dendrothrix och familjen törelväxter. Inga underarter finns listade i Catalogue of Life.